# Corydoras rikbaktsa
Corydoras rikbaktsa es una especie de pez siluriforme de agua dulce del género Corydoras, perteneciente a la familia de los calíctidos. Habita en aguas tropicales del centro de América del Sur.

## Taxonomía
Descripción original
Esta especie fue descrita originalmente en el año 2020 por los ictiólogos brasileños Flávio César Thadeo de Lima y Marcelo Ribeiro de Britto.
Etimología
Etimológicamente el término genérico Corydoras viene del griego,donde kóry es 'yelmo', 'coraza', 'casco', y doras es 'piel'. Esto se justifica en la carencia de escamas y la presencia de escudos óseos a lo largo del cuerpo. El nombre específico rikbaktsa rinde tributo a la etnia indígena del mismo nombre, cuyos componentes constituyen los habitantes originales de la región donde vive este pez.

## Caracterización y relaciones filogenéticas
Corydoras rikbaktsa puede distinguirse de todos sus congéneres al presentar una combinación única de caracteres: una amplia y llamativa barra vertical oscura en la cabeza al nivel del ojo (en forma de máscara), un color general de fondo claro sin grandes manchas o rayas en el cuerpo o en las aletas, la presencia de 2 a 4 pequeñas manchas oscuras a lo largo de la línea media y el margen posterior de la espina pectoral con presencia de aserrado orientado hacia el ápice.
El macho se caracteriza por exhibir en los laterales de la cabeza, en la cintura escapular y en las espinas pectorales, numerosos y bien desarrollados odontodes, este es un rasgo poco común en el género.
Dentro del género Corydoras, C. rikbaktsa pertenecería al Linaje 6 o al Linaje 9.

## Distribución geográfica y hábitat
Esta especie habita en cursos fluviales tropicales del centro de Sudamérica, en la cuenca del río Juruena, el cual forma parte de los drenajes superiores del río Tapajós, perteneciente a la cuenca del Amazonas, en el estado de Mato Grosso, en el centro del Brasil.